# Interlands Zweeds voetbalelftal 1950-1959
Deze pagina toont een chronologisch en gedetailleerd overzicht van de interlands die het Zweeds voetbalelftal heeft gespeeld in de periode 1950 – 1959.

## Interlands

### 1950
|                                                                     |                                                             |       |                 |                                                                               |
| 8 juni Vriendschappelijk № 280 «onderlinge duels» 19:00 uur (UTC+1) | Zweden                                                      | 4 – 1 | Nederland       | Råsundastadion, Solna Toeschouwers: 33.000 Scheidsrechter: William Ling (ENG) |
| 8 juni Vriendschappelijk № 280 «onderlinge duels» 19:00 uur (UTC+1) | Hasse Jeppson 21', 87' Kalle Palmér 28' Stellan Nilsson 57' |       | 32' Mick Clavan | Råsundastadion, Solna Toeschouwers: 33.000 Scheidsrechter: William Ling (ENG) |

| Wereldkampioenschap voetbal 1950 |
| -------------------------------- |

|                                                                    |                                           |       |                                              |                                                                                     |
| 25 juni WK 1950 Groep C № 281 «onderlinge duels» 15:00 uur (UTC−3) | Italië                                    | 2 – 3 | Zweden                                       | Estádio do Pacaembu, São Paulo Toeschouwers: 36.502 Scheidsrechter: Jean Lutz (SUI) |
| 25 juni WK 1950 Groep C № 281 «onderlinge duels» 15:00 uur (UTC−3) | Hasse Jeppson 25', 68' Sune Andersson 33' |       | 7' Riccardo Carapellese 75' Ermes Muccinelli | Estádio do Pacaembu, São Paulo Toeschouwers: 36.502 Scheidsrechter: Jean Lutz (SUI) |

|                                                                    |                                         |       |                                   |                                                                                            |
| 29 juni WK 1950 Groep C № 282 «onderlinge duels» 15:30 uur (UTC−3) | Zweden                                  | 2 – 2 | Paraguay                          | Estádio Durival Britto, Curitiba Toeschouwers: 7.903 Scheidsrechter: Robert Mitchell (SCO) |
| 29 juni WK 1950 Groep C № 282 «onderlinge duels» 15:30 uur (UTC−3) | Stig Sundqvist 17' Karl-Erik Palmér 26' |       | 35' Atilio López 74' López Fretes | Estádio Durival Britto, Curitiba Toeschouwers: 7.903 Scheidsrechter: Robert Mitchell (SCO) |

|                                                                       |                                                                                                   |       |                           |                                                                                              |
| 9 juli WK 1950 Finalegroep № 283 «onderlinge duels» 15:00 uur (UTC−3) | Brazilië                                                                                          | 7 – 1 | Zweden                    | Estádio do Maracanã, Rio de Janeiro Toeschouwers: 138.886 Scheidsrechter: Arthur Ellis (ENG) |
| 9 juli WK 1950 Finalegroep № 283 «onderlinge duels» 15:00 uur (UTC−3) | Ademir Marques de Menezes 17', 36', 52', 58' Francisco Aramburu 39', 88' Manuel Marinho Alves 85' |       | 67' (pen.) Sune Andersson | Estádio do Maracanã, Rio de Janeiro Toeschouwers: 138.886 Scheidsrechter: Arthur Ellis (ENG) |

|                                                                        |                                        |       |                                           |                                                                                           |
| 13 juli WK 1950 Finalegroep № 284 «onderlinge duels» 15:00 uur (UTC−3) | Zweden                                 | 2 – 3 | Uruguay                                   | Estádio do Pacaembu, São Paulo Toeschouwers: 7.987 Scheidsrechter: Giovanni Galeati (ITA) |
| 13 juli WK 1950 Finalegroep № 284 «onderlinge duels» 15:00 uur (UTC−3) | Karl-Erik Palmér 5' Stig Sundqvist 40' |       | 39' Alcides Ghiggia 77', 85' Óscar Míguez | Estádio do Pacaembu, São Paulo Toeschouwers: 7.987 Scheidsrechter: Giovanni Galeati (ITA) |

|                                                                        |                         |       |                                                           |                                                                                              |
| 16 juli WK 1950 Finalegroep № 285 «onderlinge duels» 15:00 uur (UTC−3) | Spanje                  | 1 – 3 | Zweden                                                    | Estádio do Pacaembu, São Paulo Toeschouwers: 11.227 Scheidsrechter: Karel van der Meer (NED) |
| 16 juli WK 1950 Finalegroep № 285 «onderlinge duels» 15:00 uur (UTC−3) | Telmo Zarraonaindía 82' |       | 15' Stig Sundqvist 33' Bror Mellberg 80' Karl-Erik Palmér | Estádio do Pacaembu, São Paulo Toeschouwers: 11.227 Scheidsrechter: Karel van der Meer (NED) |

|  |  |  |  |  |  |  |  |  |

|                                                                          |                     |       |                                  |                                                                            |
| 3 september Vriendschappelijk № 286 «onderlinge duels» 15:00 uur (UTC+1) | Zweden              | 1 – 2 | Joegoslavië                      | Råsundastadion, Solna Toeschouwers: 37.677 Scheidsrechter: Reg Leafe (ENG) |
| 3 september Vriendschappelijk № 286 «onderlinge duels» 15:00 uur (UTC+1) | Lennart Lindskog 8' |       | 13' Marko Valok 27' Antun Herceg | Råsundastadion, Solna Toeschouwers: 37.677 Scheidsrechter: Reg Leafe (ENG) |

|                                                                                      |                               |       |                                        |                                                                               |
| 24 september Noords Kampioenschap 1948/51 № 287 «onderlinge duels» 13:15 uur (UTC+1) | Noorwegen                     | 1 – 3 | Zweden                                 | Ullevaalstadion, Oslo Toeschouwers: 35.552 Scheidsrechter: Folke Nyberg (FIN) |
| 24 september Noords Kampioenschap 1948/51 № 287 «onderlinge duels» 13:15 uur (UTC+1) | Harry Boye Karlsen 88' (pen.) |       | 53', 79' Egon Jönsson 55' Kalle Palmér | Ullevaalstadion, Oslo Toeschouwers: 35.552 Scheidsrechter: Folke Nyberg (FIN) |

|                                                                                      |         |                |        |                                                                                       |
| 24 september Noords Kampioenschap 1948/51 № 288 «onderlinge duels» 14:00 uur (UTC+2) | Finland | 0 – 1          | Zweden | Olympisch Stadion, Helsinki Toeschouwers: 25.784 Scheidsrechter: Aksel Asmussen (DEN) |
| 24 september Noords Kampioenschap 1948/51 № 288 «onderlinge duels» 14:00 uur (UTC+2) |         | 82' Rune Rosén |        | Olympisch Stadion, Helsinki Toeschouwers: 25.784 Scheidsrechter: Aksel Asmussen (DEN) |

|                                                                           |                                                                           |       |            |                                                                                 |
| 24 september Vriendschappelijk № 289 «onderlinge duels» 15:00 uur (UTC+1) | Zweden                                                                    | 4 – 0 | Denemarken | Råsundastadion, Solna Toeschouwers: 37.500 Scheidsrechter: Edvin Pedersen (NOR) |
| 24 september Vriendschappelijk № 289 «onderlinge duels» 15:00 uur (UTC+1) | Tryggve Granqvist 28' Egon Jönsson 29' Sylve Bengtsson 36' Walfrid Ek 39' |       |            | Råsundastadion, Solna Toeschouwers: 37.500 Scheidsrechter: Edvin Pedersen (NOR) |

|                                                                          |                                                                                      |       |                                           |                                                                                            |
| 12 november Vriendschappelijk № 290 «onderlinge duels» 15:00 uur (UTC+1) | Zwitserland                                                                          | 4 – 2 | Zweden                                    | Stade des Charmilles, Genève Toeschouwers: 23.000 Scheidsrechter: Karel van der Meer (NED) |
| 12 november Vriendschappelijk № 290 «onderlinge duels» 15:00 uur (UTC+1) | Hans-Peter Friedländer 20' Charles Antenen 22' Jacques Fatton 53' Jacques Fatton 65' |       | 24' Kalle Palmér 48' (pen.) Börje Leander | Stade des Charmilles, Genève Toeschouwers: 23.000 Scheidsrechter: Karel van der Meer (NED) |

### 1951
|                                                                      |                                                          |       |                            |                                                                             |
| 10 juni Vriendschappelijk № 291 «onderlinge duels» 14:00 uur (UTC+1) | Zweden                                                   | 3 – 1 | Turkije                    | Råsundastadion, Solna Toeschouwers: 19.992 Scheidsrechter: Wolf Karni (FIN) |
| 10 juni Vriendschappelijk № 291 «onderlinge duels» 14:00 uur (UTC+1) | Herbert Sandin 57' Herbert Sandin 74' Arne Lundqvist 76' |       | 50' Lefter Küçükandonyadis | Råsundastadion, Solna Toeschouwers: 19.992 Scheidsrechter: Wolf Karni (FIN) |

|                                                                      |        |       |        |                                                                                   |
| 17 juni Vriendschappelijk № 292 «onderlinge duels» 14:00 uur (UTC+1) | Zweden | 0 – 0 | Spanje | Råsundastadion, Solna Toeschouwers: 26.729 Scheidsrechter: Giorgio Bernardi (ITA) |
| 17 juni Vriendschappelijk № 292 «onderlinge duels» 14:00 uur (UTC+1) |        |       |        | Råsundastadion, Solna Toeschouwers: 26.729 Scheidsrechter: Giorgio Bernardi (ITA) |

|                                                                    |                                      |       |                                                          |                                                                                  |
| 29 juni Vriendschappelijk № 293 «onderlinge duels» 21:00 uur (UTC) | IJsland                              | 4 – 3 | Zweden                                                   | Melavöllur, Reykjavik Toeschouwers: 5.634 Scheidsrechter: Guðjón Einarsson (ISL) |
| 29 juni Vriendschappelijk № 293 «onderlinge duels» 21:00 uur (UTC) | Ríkharður Jónsson 32', 38', 48', 82' |       | 55' Per-Olof Larsson 62' Åke Jönsson 87' Frank Jacobsson | Melavöllur, Reykjavik Toeschouwers: 5.634 Scheidsrechter: Guðjón Einarsson (ISL) |

|                                                                          |                                        |       |                  |                                                                              |
| 2 september Vriendschappelijk № 294 «onderlinge duels» 16:00 uur (UTC+1) | Joegoslavië                            | 2 – 1 | Zweden           | JNA Stadion, Belgrado Toeschouwers: 55.000 Scheidsrechter: Louis Baert (BEL) |
| 2 september Vriendschappelijk № 294 «onderlinge duels» 16:00 uur (UTC+1) | Stjepan Bobek 19' Tihomir Ognjanov 74' |       | 2' Ingvar Rydell | JNA Stadion, Belgrado Toeschouwers: 55.000 Scheidsrechter: Louis Baert (BEL) |

|                                                                                     |                                           |       |                                         |                                                                                  |
| 2 september Noords Kampioenschap 1948/51 № 295 «onderlinge duels» 15:00 uur (UTC+2) | Zweden                                    | 3 – 2 | Finland                                 | Råsundastadion, Solna Toeschouwers: 19.202 Scheidsrechter: Johan Narvestad (NOR) |
| 2 september Noords Kampioenschap 1948/51 № 295 «onderlinge duels» 15:00 uur (UTC+2) | Arne Lundqvist 33', 70' John Eriksson 88' |       | 11' Jorma Vaihela 29' Kalevi Lehtovirta | Råsundastadion, Solna Toeschouwers: 19.202 Scheidsrechter: Johan Narvestad (NOR) |

|                                                                                      |                                                                |       |                                                          |                                                                              |
| 30 september Noords Kampioenschap 1948/51 № 296 «onderlinge duels» 14:30 uur (UTC+1) | Zweden                                                         | 3 – 4 | Noorwegen                                                | Ullevi, Göteborg Toeschouwers: 29.790 Scheidsrechter: Valdemar Laursen (DEN) |
| 30 september Noords Kampioenschap 1948/51 № 296 «onderlinge duels» 14:30 uur (UTC+1) | Ingvar Rydell 13', 64' Gustaf Lind 23' (pen.) Per Bredesen 64' |       | 5' (pen.) 71' (pen.) Harry Boye Karlsen 6' Gunnar Dahlen | Ullevi, Göteborg Toeschouwers: 29.790 Scheidsrechter: Valdemar Laursen (DEN) |

|                                                                                    |                                                            |       |                  |                                                                                             |
| 21 oktober Noords Kampioenschap 1948/51 № 297 «onderlinge duels» 13:30 uur (UTC+1) | Denemarken                                                 | 3 – 1 | Zweden           | Københavns Idrætspark, Kopenhagen Toeschouwers: 40.100 Scheidsrechter: Edvin Pedersen (NOR) |
| 21 oktober Noords Kampioenschap 1948/51 № 297 «onderlinge duels» 13:30 uur (UTC+1) | Poul Rasmussen 25' Knud Lundberg 34' Hilmar Staalgaard 35' |       | 72' Egon Jönsson | Københavns Idrætspark, Kopenhagen Toeschouwers: 40.100 Scheidsrechter: Edvin Pedersen (NOR) |

|                                                                          |                          |       |                  |                                                                                   |
| 11 november Vriendschappelijk № 298 «onderlinge duels» 15:00 uur (UTC+1) | Italië                   | 1 – 1 | Zweden           | Stadio Comunale, Florence Toeschouwers: 70.000 Scheidsrechter: William Ling (ENG) |
| 11 november Vriendschappelijk № 298 «onderlinge duels» 15:00 uur (UTC+1) | Amedeo Amadei 56' (pen.) |       | 6' Gösta Löfgren | Stadio Comunale, Florence Toeschouwers: 70.000 Scheidsrechter: William Ling (ENG) |

|                                                                          |                     |       |        |                                                                                         |
| 14 november Vriendschappelijk № 299 «onderlinge duels» 14:30 uur (UTC+2) | Turkije             | 1 – 0 | Zweden | Dolmabahçestadion, Istanbul Toeschouwers: 25.000 Scheidsrechter: Giuseppe Carpani (ITA) |
| 14 november Vriendschappelijk № 299 «onderlinge duels» 14:30 uur (UTC+2) | Muhtar Tucaltan 58' |       |        | Dolmabahçestadion, Istanbul Toeschouwers: 25.000 Scheidsrechter: Giuseppe Carpani (ITA) |

### 1952
|                                                                       |           |                          |        |                                                                                   |
| 26 maart Vriendschappelijk № 300 «onderlinge duels» 21:00 uur (UTC+1) | Frankrijk | 0 – 1                    | Zweden | Parc des Princes, Parijs Toeschouwers: 35.779 Scheidsrechter: Henri Bauwens (BEL) |
| 26 maart Vriendschappelijk № 300 «onderlinge duels» 21:00 uur (UTC+1) |           | 85' Sven Erik Westerberg |        | Parc des Princes, Parijs Toeschouwers: 35.779 Scheidsrechter: Henri Bauwens (BEL) |

|                                                                     |           |       |        |                                                                                            |
| 14 mei Vriendschappelijk № 301 «onderlinge duels» 19:00 uur (UTC+1) | Nederland | 0 – 0 | Zweden | Olympisch Stadion, Amsterdam Toeschouwers: 64.500 Scheidsrechter: Vincenzo Orlandini (ITA) |
| 14 mei Vriendschappelijk № 301 «onderlinge duels» 19:00 uur (UTC+1) |           |       |        | Olympisch Stadion, Amsterdam Toeschouwers: 64.500 Scheidsrechter: Vincenzo Orlandini (ITA) |

|                                                                     |                                                        |       |                  |                                                                                     |
| 30 mei Vriendschappelijk № 302 «onderlinge duels» 18:45 uur (UTC+1) | Zweden                                                 | 3 – 1 | Schotland        | Råsundastadion, Solna Toeschouwers: 32.122 Scheidsrechter: Karel van der Meer (NED) |
| 30 mei Vriendschappelijk № 302 «onderlinge duels» 18:45 uur (UTC+1) | Gösta Sandberg 2' Gösta Löfgren 3' Sylve Bengtsson 71' |       | 7' Billy Liddell | Råsundastadion, Solna Toeschouwers: 32.122 Scheidsrechter: Karel van der Meer (NED) |

| |            |                                   |        |                                                                            |
| 11 juni Vriendschappelijk NFF 50 jarig jubileumwedstrijd № 303 «onderlinge duels» 19:00 uur (UTC+1) | Denemarken | 0 – 2                             | Zweden | Bislettstadion, Oslo Toeschouwers: 22.058 Scheidsrechter: Johan Alho (FIN) |
| 11 juni Vriendschappelijk NFF 50 jarig jubileumwedstrijd № 303 «onderlinge duels» 19:00 uur (UTC+1) |            | 43' Gösta Löfgren 56' Yngve Brodd |        | Bislettstadion, Oslo Toeschouwers: 22.058 Scheidsrechter: Johan Alho (FIN) |

|                                                                                   |                                          |       |                       |                                                                                 |
| 13 juni Vriendschappelijk NFF 50 jarig jubileumwedstrijd № 304 «onderlinge duels» | Finland                                  | 3 – 1 | Zweden                | Ullevaalstadion, Oslo Toeschouwers: 19.766 Scheidsrechter: Helge Andersen (DEN) |
| 13 juni Vriendschappelijk NFF 50 jarig jubileumwedstrijd № 304 «onderlinge duels» | Nils Rikberg 51', 119' Jorma Vaihela 98' |       | 6' (pen.) Gustaf Lind | Ullevaalstadion, Oslo Toeschouwers: 19.766 Scheidsrechter: Helge Andersen (DEN) |

|                                                                                 |                                                             |       |                                                              |                                                                                 |
| 22 juni Noords Kampioenschap 1952/55 № 305 «onderlinge duels» 15:00 uur (UTC+1) | Zweden                                                      | 4 – 3 | Denemarken                                                   | Råsundastadion, Solna Toeschouwers: 36.700 Scheidsrechter: Edvin Pedersen (NOR) |
| 22 juni Noords Kampioenschap 1952/55 № 305 «onderlinge duels» 15:00 uur (UTC+1) | Sylve Bengtsson 5' Yngve Brodd 8' Nils Åke Sandell 19', 76' |       | 52' Poul Rasmussen 59' Poul Erik Petersen 77' Holger Seebach | Råsundastadion, Solna Toeschouwers: 36.700 Scheidsrechter: Edvin Pedersen (NOR) |

| Olympische Zomerspelen 1952 |
| --------------------------- |

|                                                                                   |                       |       |                                                            |                                                                              |
| 21 juli Olympische Spelen Eerste ronde № 306 «onderlinge duels» 19:00 uur (UTC+2) | Noorwegen             | 1 – 4 | Zweden                                                     | Ratina Stadion, Tampere Toeschouwers: 4.072 Scheidsrechter: Johan Alho (FIN) |
| 21 juli Olympische Spelen Eerste ronde № 306 «onderlinge duels» 19:00 uur (UTC+2) | Odd Wang Sørensen 82' |       | 23', 35' Yngve Brodd 81' Ingvar Rydell 89' Sylve Bengtsson | Ratina Stadion, Tampere Toeschouwers: 4.072 Scheidsrechter: Johan Alho (FIN) |

|                                                                                  |                   |       |                                                      |                                                                                            |
| 23 juli Olympische Spelen Kwartfinale № 307 «onderlinge duels» 19:00 uur (UTC+2) | Oostenrijk        | 1 – 3 | Zweden                                               | Töölön Pallokenttä, Helsinki Toeschouwers: 12.564 Scheidsrechter: Vincenzo Orlandini (ITA) |
| 23 juli Olympische Spelen Kwartfinale № 307 «onderlinge duels» 19:00 uur (UTC+2) | Herbert Grohs 40' |       | 80' Gösta Sandberg 85' Yngve Brodd 87' Ingvar Rydell | Töölön Pallokenttä, Helsinki Toeschouwers: 12.564 Scheidsrechter: Vincenzo Orlandini (ITA) |

|                                                                                   | |       |        |                                                                                     |
| 28 juli Olympische Spelen Halve finale № 308 «onderlinge duels» 19:00 uur (UTC+2) | Hongarije                                                                                             | 6 – 0 | Zweden | Olympisch Stadion, Helsinki Toeschouwers: 30.471 Scheidsrechter: William Ling (ENG) |
| 28 juli Olympische Spelen Halve finale № 308 «onderlinge duels» 19:00 uur (UTC+2) | Ferenc Puskás 1' Péter Palotás 16' Gustaf Lind 36' (e.d.) Sándor Kocsis 58', 63' Nándor Hidegkuti 59' |       |        | Olympisch Stadion, Helsinki Toeschouwers: 30.471 Scheidsrechter: William Ling (ENG) |

|                                                                                                 |                |                                     |        |                                                                                           |
| 1 augustus Olympische Spelen Troostfinale (om brons) № 309 «onderlinge duels» 19:00 uur (UTC+2) | West-Duitsland | 0 – 2                               | Zweden | Olympisch Stadion, Helsinki Toeschouwers: 28.470 Scheidsrechter: Vincenzo Orlandini (ITA) |
| 1 augustus Olympische Spelen Troostfinale (om brons) № 309 «onderlinge duels» 19:00 uur (UTC+2) |                | 11' Ingvar Rydell 86' Gösta Löfgren |        | Olympisch Stadion, Helsinki Toeschouwers: 28.470 Scheidsrechter: Vincenzo Orlandini (ITA) |

|  |  |  |  |  |  |  |  |  |

|                                                                                      |                    |       |                                                                                            |                                                                                       |
| 21 september Noords Kampioenschap 1952/55 № 310 «onderlinge duels» 14:00 uur (UTC+2) | Finland            | 1 – 8 | Zweden                                                                                     | Olympisch Stadion, Helsinki Toeschouwers: 20.132 Scheidsrechter: Edvin Pedersen (NOR) |
| 21 september Noords Kampioenschap 1952/55 № 310 «onderlinge duels» 14:00 uur (UTC+2) | Seppo Pelkonen 51' |       | 10', 48', 58' Lars Råberg 24', 50', 83' Hans Persson 25' Herbert Sandin 70' Gösta Sandberg | Olympisch Stadion, Helsinki Toeschouwers: 20.132 Scheidsrechter: Edvin Pedersen (NOR) |

|                                                                                   |                       |       |                                            |                                                                            |
| 5 oktober Noords Kampioenschap 1952/55 № 311 «onderlinge duels» 13:15 uur (UTC+1) | Noorwegen             | 1 – 2 | Zweden                                     | Ullevaalstadion, Oslo Toeschouwers: 36.458 Scheidsrechter: Leo Helge (DEN) |
| 5 oktober Noords Kampioenschap 1952/55 № 311 «onderlinge duels» 13:15 uur (UTC+1) | Henry Johannessen 42' |       | 32' Karl-Alfred Jakobsson 73' Hans Persson | Ullevaalstadion, Oslo Toeschouwers: 36.458 Scheidsrechter: Leo Helge (DEN) |

|                                                                         |                  |       |                    |                                                                             |
| 26 oktober Vriendschappelijk № 312 «onderlinge duels» 14:00 uur (UTC+1) | Zweden           | 1 – 1 | Italië             | Råsundastadion, Solna Toeschouwers: 37.679 Scheidsrechter: Bill Evans (ENG) |
| 26 oktober Vriendschappelijk № 312 «onderlinge duels» 14:00 uur (UTC+1) | Hans Persson 15' |       | 7' Pasquale Vivolo | Råsundastadion, Solna Toeschouwers: 37.679 Scheidsrechter: Bill Evans (ENG) |

### 1953
|                                                                    |                     |       |                                     |                                                                               |
| 6 mei Vriendschappelijk № 313 «onderlinge duels» 18:30 uur (UTC+1) | Schotland           | 1 – 2 | Zweden                              | Hampden Park, Glasgow Toeschouwers: 83.800 Scheidsrechter: William Ling (ENG) |
| 6 mei Vriendschappelijk № 313 «onderlinge duels» 18:30 uur (UTC+1) | Bobby Johnstone 40' |       | 34' Gösta Löfgren 53' Lars Eriksson | Hampden Park, Glasgow Toeschouwers: 83.800 Scheidsrechter: William Ling (ENG) |

|                                                                        |                                        |       |                                                              |                                                                             |
| 28 mei WK 1954 kwalificatie № 314 «onderlinge duels» 19:00 uur (UTC+1) | Zweden                                 | 2 – 3 | België                                                       | Råsundastadion, Solna Toeschouwers: 31.491 Scheidsrechter: Jack Mowat (SCO) |
| 28 mei WK 1954 kwalificatie № 314 «onderlinge duels» 19:00 uur (UTC+1) | Sylve Bengtsson 20' Arne Selmosson 26' |       | 30' Léopold Anoul 39' Jean Straetmans 42' Victor Lemberechts | Råsundastadion, Solna Toeschouwers: 31.491 Scheidsrechter: Jack Mowat (SCO) |

|                                                                      |                      |       |           |                                                                                 |
| 11 juni Vriendschappelijk № 315 «onderlinge duels» 19:00 uur (UTC+1) | Zweden               | 1 – 0 | Frankrijk | Råsundastadion, Solna Toeschouwers: 35.712 Scheidsrechter: Edvin Pedersen (NOR) |
| 11 juni Vriendschappelijk № 315 «onderlinge duels» 19:00 uur (UTC+1) | Nils Åke Sandell 15' |       |           | Råsundastadion, Solna Toeschouwers: 35.712 Scheidsrechter: Edvin Pedersen (NOR) |

|                                                                                 |                    |       |                                            |                                                                                         |
| 21 juni Noords Kampioenschap 1952/55 № 316 «onderlinge duels» 13:30 uur (UTC+1) | Denemarken         | 1 – 3 | Zweden                                     | Københavns Idrætspark, Kopenhagen Toeschouwers: 39.500 Scheidsrechter: Johan Alho (FIN) |
| 21 juni Noords Kampioenschap 1952/55 № 316 «onderlinge duels» 13:30 uur (UTC+1) | Holger Seebach 46' |       | 24', 65' Henry Thillberg 56' Lars Eriksson | Københavns Idrætspark, Kopenhagen Toeschouwers: 39.500 Scheidsrechter: Johan Alho (FIN) |

|                                                                     |                                         |       |                                                                           |                                                                                     |
| 5 juli Vriendschappelijk № 317 «onderlinge duels» 19:00 uur (UTC+2) | Zweden                                  | 2 – 4 | Hongarije                                                                 | Råsundastadion, Solna Toeschouwers: 35.867 Scheidsrechter: Karel van der Meer (NED) |
| 5 juli Vriendschappelijk № 317 «onderlinge duels» 19:00 uur (UTC+2) | Gösta Sandberg 29' Nils Åke Sandell 62' |       | 20' Ferenc Puskás 53' László Budai 76' Sándor Kocsis 78' Nándor Hidegkuti | Råsundastadion, Solna Toeschouwers: 35.867 Scheidsrechter: Karel van der Meer (NED) |

|                                                                            |                                                           |       |                                           |                                                                                      |
| 5 augustus WK 1954 kwalificatie № 318 «onderlinge duels» 18:30 uur (UTC+2) | Finland                                                   | 3 – 3 | Zweden                                    | Olympisch Stadion, Helsinki Toeschouwers: 13.849 Scheidsrechter: Folke Bålstad (NOR) |
| 5 augustus WK 1954 kwalificatie № 318 «onderlinge duels» 18:30 uur (UTC+2) | Kalevi Lehtovirta 63' Olavi Lahtinen 67' Nils Rikberg 70' |       | 9', 71' Nils Åke Sandell 23' Hans Persson | Olympisch Stadion, Helsinki Toeschouwers: 13.849 Scheidsrechter: Folke Bålstad (NOR) |

| |                                                                 |       |         |                                                                                 |
| 16 augustus WK 1954 kwalificatie / Noords Kampioenschap 1952/55 № 319 «onderlinge duels» 15:00 uur (UTC+1) | Zweden                                                          | 4 – 0 | Finland | Råsundastadion, Solna Toeschouwers: 27.161 Scheidsrechter: Aksel Asmussen (DEN) |
| 16 augustus WK 1954 kwalificatie / Noords Kampioenschap 1952/55 № 319 «onderlinge duels» 15:00 uur (UTC+1) | Gösta Sandberg 22' Nils Åke Sandell 24', 61' Herbert Sandin 56' |       |         | Råsundastadion, Solna Toeschouwers: 27.161 Scheidsrechter: Aksel Asmussen (DEN) |

|                                                                           |                                 |       |        |                                                                                  |
| 8 oktober WK 1954 kwalificatie № 320 «onderlinge duels» 16:00 uur (UTC+1) | België                          | 2 – 0 | Zweden | Heizelstadion, Brussel Toeschouwers: 31.563 Scheidsrechter: Klaas Schipper (NED) |
| 8 oktober WK 1954 kwalificatie № 320 «onderlinge duels» 16:00 uur (UTC+1) | Rik Coppens 33' Victor Mees 48' |       |        | Heizelstadion, Brussel Toeschouwers: 31.563 Scheidsrechter: Klaas Schipper (NED) |

|                                                                                    |        |       |           |                                                                               |
| 18 oktober Noords Kampioenschap 1952/55 № 321 «onderlinge duels» 14:00 uur (UTC+1) | Zweden | 0 – 0 | Noorwegen | Råsundastadion, Solna Toeschouwers: 27.025 Scheidsrechter: Folke Nyberg (FIN) |
| 18 oktober Noords Kampioenschap 1952/55 № 321 «onderlinge duels» 14:00 uur (UTC+1) |        |       |           | Råsundastadion, Solna Toeschouwers: 27.025 Scheidsrechter: Folke Nyberg (FIN) |

|                                                                         |                                     |       |                                       |                                                                               |
| 8 november Vriendschappelijk № 322 «onderlinge duels» 16:00 uur (UTC+1) | Spanje                              | 2 – 2 | Zweden                                | San Mamés, Bilbao Toeschouwers: 45.000 Scheidsrechter: Raymond Vincenti (FRA) |
| 8 november Vriendschappelijk № 322 «onderlinge duels» 16:00 uur (UTC+1) | Venancio Pérez 12' Luis Molowny 62' |       | 16' John Eriksson 23' Frank Jacobsson | San Mamés, Bilbao Toeschouwers: 45.000 Scheidsrechter: Raymond Vincenti (FRA) |

|                                                                          |                                     |       |                                    |                                                                                |
| 15 november Vriendschappelijk № 323 «onderlinge duels» 13:30 uur (UTC+1) | Hongarije                           | 2 – 2 | Zweden                             | Népstadion, Boedapest Toeschouwers: 80.000 Scheidsrechter: Erich Steiner (AUT) |
| 15 november Vriendschappelijk № 323 «onderlinge duels» 13:30 uur (UTC+1) | Péter Palotás 74' Zoltán Czibor 78' |       | 60' Henry Källgren 86' Kurt Hamrin | Népstadion, Boedapest Toeschouwers: 80.000 Scheidsrechter: Erich Steiner (AUT) |

### 1954
|                                                                     |                                                                              |       |                 |                                                                                 |
| 19 mei Vriendschappelijk № 324 «onderlinge duels» 18:45 uur (UTC+1) | Zweden                                                                       | 6 – 1 | Nederland       | Råsundastadion, Solna Toeschouwers: 20.171 Scheidsrechter: Edvin Pedersen (NOR) |
| 19 mei Vriendschappelijk № 324 «onderlinge duels» 18:45 uur (UTC+1) | Henry Thillberg 9', 63' Nils Åke Sandell 31', 56' Sven Ove Svensson 55', 58' |       | 22' Frits Louer | Råsundastadion, Solna Toeschouwers: 20.171 Scheidsrechter: Edvin Pedersen (NOR) |

| | |       |         |                                                                              |
| 4 juni Vriendschappelijk Toernooi 50-jarig jubileum Zweedse Voetbalbond № 325 «onderlinge duels» 19:00 uur (UTC+1) | Zweden | 6 – 0 | Finland | Ullevi, Göteborg Toeschouwers: 24.809 Scheidsrechter: Petter Gundersen (NOR) |
| 4 juni Vriendschappelijk Toernooi 50-jarig jubileum Zweedse Voetbalbond № 325 «onderlinge duels» 19:00 uur (UTC+1) | Nils Åke Sandell 21' Sven Ove Svensson 22', 28' (pen.) Kurt Liander 40' Kurt Hamrin 61' Karl-Alfred Jakobsson 87' |       |         | Ullevi, Göteborg Toeschouwers: 24.809 Scheidsrechter: Petter Gundersen (NOR) |

| |                                                                             |       |           |                                                                             |
| 7 juni Vriendschappelijk Toernooi 50-jarig jubileum Zweedse Voetbalbond № 326 «onderlinge duels» 14:30 uur (UTC+1) | Zweden                                                                      | 3 – 0 | Noorwegen | Råsundastadion, Solna Toeschouwers: 20.837 Scheidsrechter: Johan Alho (FIN) |
| 7 juni Vriendschappelijk Toernooi 50-jarig jubileum Zweedse Voetbalbond № 326 «onderlinge duels» 14:30 uur (UTC+1) | Sven Ove Svensson 33' (pen.) Karl-Alfred Jakobsson 41' Nils Åke Sandell 53' |       |           | Råsundastadion, Solna Toeschouwers: 20.837 Scheidsrechter: Johan Alho (FIN) |

|                                                                                     |                    |        | |                                                                                        |
| 15 augustus Noords Kampioenschap 1952/55 № 327 «onderlinge duels» 17:00 uur (UTC+2) | Finland            | 1 – 10 | Zweden                                                                                              | Olympisch Stadion, Helsinki Toeschouwers: 15.409 Scheidsrechter: Øivind Helgesen (NOR) |
| 15 augustus Noords Kampioenschap 1952/55 № 327 «onderlinge duels» 17:00 uur (UTC+2) | Olavi Lahtinen 40' |        | 6', 71', 80' Kurt Hamrin 7', 30', 48' Birger Eklund 16', 59' Henry Thillberg 18', 21' John Eriksson | Olympisch Stadion, Helsinki Toeschouwers: 15.409 Scheidsrechter: Øivind Helgesen (NOR) |

|                                                                          |                                           |       |                                            |                                                                                    |
| 24 augustus Vriendschappelijk № 328 «onderlinge duels» 18:00 uur (UTC+1) | Zweden                                    | 3 – 2 | IJsland                                    | Fredriksskans IP, Kalmar Toeschouwers: 14.066 Scheidsrechter: Aksel Asmussen (DEN) |
| 24 augustus Vriendschappelijk № 328 «onderlinge duels» 18:00 uur (UTC+1) | John Eriksson 15', 88' Gösta Sandberg 34' |       | 61' Þórður Þórðarson 78' Ríkharður Jónsson | Fredriksskans IP, Kalmar Toeschouwers: 14.066 Scheidsrechter: Aksel Asmussen (DEN) |

|                                                                          | |       |        |                                                                               |
| 8 september Vriendschappelijk № 329 «onderlinge duels» 19:00 uur (UTC+3) | Sovjet-Unie | 7 – 0 | Zweden | Dinamostadion, Moskou Toeschouwers: 54.000 Scheidsrechter: William Ling (ENG) |
| 8 september Vriendschappelijk № 329 «onderlinge duels» 19:00 uur (UTC+3) | Nikita Simonjan 6', 70' Anatoli Iljin 8' Karl-Erik Andersson 25' (e.d.) Avtandil Gogoberidze 40' Sergej Salnikov 63', 83' |       |        | Dinamostadion, Moskou Toeschouwers: 54.000 Scheidsrechter: William Ling (ENG) |

|                                                                                      |                   |       |                   |                                                                            |
| 19 september Noords Kampioenschap 1952/55 № 330 «onderlinge duels» 13:15 uur (UTC+1) | Noorwegen         | 1 – 1 | Zweden            | Ullevaalstadion, Oslo Toeschouwers: 35.427 Scheidsrechter: Tauno Aro (FIN) |
| 19 september Noords Kampioenschap 1952/55 № 330 «onderlinge duels» 13:15 uur (UTC+1) | Reidar Sundby 75' |       | 68' John Eriksson | Ullevaalstadion, Oslo Toeschouwers: 35.427 Scheidsrechter: Tauno Aro (FIN) |

|                                                                                    |                                                                        |       |                                        |                                                                               |
| 10 oktober Noords Kampioenschap 1952/55 № 331 «onderlinge duels» 14:00 uur (UTC+1) | Zweden                                                                 | 5 – 2 | Denemarken                             | Råsundastadion, Solna Toeschouwers: 36.700 Scheidsrechter: Finn Bråthen (NOR) |
| 10 oktober Noords Kampioenschap 1952/55 № 331 «onderlinge duels» 14:00 uur (UTC+1) | John Eriksson 9' Nils Åke Sandell 12', 38', 60' Kurt Hansen 36' (e.d.) |       | 6' Jens Peder Hansen 17' Bent Sørensen | Råsundastadion, Solna Toeschouwers: 36.700 Scheidsrechter: Finn Bråthen (NOR) |

|                                                                         |                                       |       |                    |                                                                           |
| 31 oktober Vriendschappelijk № 332 «onderlinge duels» 13:30 uur (UTC+1) | Zweden                                | 2 – 1 | Oostenrijk         | Råsundastadion, Solna Toeschouwers: 37.019 Scheidsrechter: Leo Horn (NED) |
| 31 oktober Vriendschappelijk № 332 «onderlinge duels» 13:30 uur (UTC+1) | Nils Åke Sandell 4' John Eriksson 86' |       | 70' Theodor Wagner | Råsundastadion, Solna Toeschouwers: 37.019 Scheidsrechter: Leo Horn (NED) |

### 1955
|                                                                      |                                       |       |        | |
| 3 april Vriendschappelijk № 333 «onderlinge duels» 15:00 uur (UTC+1) | Frankrijk                             | 2 – 0 | Zweden | Stade olympique Yves-du-Manoir, Colombes Toeschouwers: 34.738 Scheidsrechter: Giorgio Bernardi (ITA) |
| 3 april Vriendschappelijk № 333 «onderlinge duels» 15:00 uur (UTC+1) | Célestin Oliver 36' Léon Glovacki 56' |       |        | Stade olympique Yves-du-Manoir, Colombes Toeschouwers: 34.738 Scheidsrechter: Giorgio Bernardi (ITA) |

|                                                                     |                                                                |       |                                                                                                  |                                                                                 |
| 11 mei Vriendschappelijk № 334 «onderlinge duels» 18:30 uur (UTC+1) | Zweden                                                         | 3 – 7 | Hongarije                                                                                        | Råsundastadion, Solna Toeschouwers: 38.690 Scheidsrechter: Aksel Asmussen (DEN) |
| 11 mei Vriendschappelijk № 334 «onderlinge duels» 18:30 uur (UTC+1) | Gösta Löfgren 39' Sven Ove Svensson 44' (pen.) Stig Isgren 66' |       | 16', 29', 81' Sándor Kocsis 20' (pen.), 77' Ferenc Puskás 25' Ferenc Szojka 47' Nándor Hidegkuti | Råsundastadion, Solna Toeschouwers: 38.690 Scheidsrechter: Aksel Asmussen (DEN) |

|                                                                      |                                                                            |       |                       |                                                                            |
| 15 juni Vriendschappelijk № 335 «onderlinge duels» 19:00 uur (UTC+1) | Zweden                                                                     | 4 – 1 | Roemenië              | Ullevi, Göteborg Toeschouwers: 23.266 Scheidsrechter: Helge Andersen (DEN) |
| 15 juni Vriendschappelijk № 335 «onderlinge duels» 19:00 uur (UTC+1) | Sylve Bengtsson 3' Kurt Hamrin 15' 72' (pen.) Sven Ove Svensson 64' (pen.) |       | 75' Nicolae Georgescu | Ullevi, Göteborg Toeschouwers: 23.266 Scheidsrechter: Helge Andersen (DEN) |

|                                                                      |        |                                                                                            |             |                                                                               |
| 26 juni Vriendschappelijk № 336 «onderlinge duels» 18:00 uur (UTC+1) | Zweden | 0 – 6                                                                                      | Sovjet-Unie | Råsundastadion, Solna Toeschouwers: 38.249 Scheidsrechter: William Ling (ENG) |
| 26 juni Vriendschappelijk № 336 «onderlinge duels» 18:00 uur (UTC+1) |        | 4', 14', 42' Edoeard Streltsov 31' Boris Tatoesjin 47' Sergej Salnikov 68' Valentin Ivanov |             | Råsundastadion, Solna Toeschouwers: 38.249 Scheidsrechter: William Ling (ENG) |

|                                                                                     |                                              |       |         |                                                                              |
| 28 augustus Noords Kampioenschap 1952/55 № 337 «onderlinge duels» 13:30 uur (UTC+1) | Zweden                                       | 3 – 0 | Finland | Olympia, Helsingborg Toeschouwers: 19.593 Scheidsrechter: Josef Larsen (NOR) |
| 28 augustus Noords Kampioenschap 1952/55 № 337 «onderlinge duels» 13:30 uur (UTC+1) | Nils Åke Sandell 39', 58' Bengt Lindskog 82' |       |         | Olympia, Helsingborg Toeschouwers: 19.593 Scheidsrechter: Josef Larsen (NOR) |

|                                                                                      |                   |       |               |                                                                            |
| 25 september Noords Kampioenschap 1952/55 № 338 «onderlinge duels» 13:30 uur (UTC+1) | Zweden            | 1 – 1 | Noorwegen     | Råsundastadion, Solna Toeschouwers: 27.335 Scheidsrechter: Leo Helge (DEN) |
| 25 september Noords Kampioenschap 1952/55 № 338 «onderlinge duels» 13:30 uur (UTC+1) | Bertil Nilsson 4' |       | 7' Arne Kotte | Råsundastadion, Solna Toeschouwers: 27.335 Scheidsrechter: Leo Helge (DEN) |

|                                                                                    |                                         |       |                                                         |                                                                                           |
| 16 oktober Noords Kampioenschap 1952/55 № 339 «onderlinge duels» 13:30 uur (UTC+1) | Denemarken                              | 3 – 3 | Zweden                                                  | Københavns Idrætspark, Kopenhagen Toeschouwers: 50.200 Scheidsrechter: Finn Bråthen (NOR) |
| 16 oktober Noords Kampioenschap 1952/55 № 339 «onderlinge duels» 13:30 uur (UTC+1) | Ove Andersen 12', 81' Knud Lundberg 41' |       | 57' Bertil Nilsson 63' Nils Åke Sandell 89' Kurt Hamrin | Københavns Idrætspark, Kopenhagen Toeschouwers: 50.200 Scheidsrechter: Finn Bråthen (NOR) |

|                                                                          |                                                                       |       |                                                |                                                                               |
| 13 november Vriendschappelijk № 340 «onderlinge duels» 13:30 uur (UTC+1) | Hongarije                                                             | 4 – 2 | Zweden                                         | Népstadion, Boedapest Toeschouwers: 90.000 Scheidsrechter: Martin Macko (TCH) |
| 13 november Vriendschappelijk № 340 «onderlinge duels» 13:30 uur (UTC+1) | Lajos Tichy 13' Zoltán Czibor 14' Ferenc Puskás 50' Zoltán Czibor 60' |       | 37' (pen.) Sven Ove Svensson 65' Gösta Löfgren | Népstadion, Boedapest Toeschouwers: 90.000 Scheidsrechter: Martin Macko (TCH) |

|                                                                        |                                            |       |                                                                              |                                                                                           |
| 20 november Vriendschappelijk № 341 «onderlinge duels» 15:00 uur (UTC) | Portugal                                   | 2 – 6 | Zweden                                                                       | Estádio Nacional de Jamor, Oeiras Toeschouwers: 50.000 Scheidsrechter: Cesare Jonni (ITA) |
| 20 november Vriendschappelijk № 341 «onderlinge duels» 15:00 uur (UTC) | José Águas 32', 79' Gösta Löfgren 70', 72' |       | 11' Kurt Hamrin 65' Bertil Nilsson 82' Torbjörn Jonsson 84' Nils Åke Sandell | Estádio Nacional de Jamor, Oeiras Toeschouwers: 50.000 Scheidsrechter: Cesare Jonni (ITA) |

### 1956
|                                                                     |        |       |          |                                                                           |
| 16 mei Vriendschappelijk № 342 «onderlinge duels» 18:30 uur (UTC+1) | Zweden | 0 – 0 | Engeland | Råsundastadion, Solna Toeschouwers: 35.000 Scheidsrechter: Leo Horn (NED) |
| 16 mei Vriendschappelijk № 342 «onderlinge duels» 18:30 uur (UTC+1) |        |       |          | Råsundastadion, Solna Toeschouwers: 35.000 Scheidsrechter: Leo Horn (NED) |

|                                                                                 |                    |       |                                                        |                                                                                       |
| 10 juni Noords Kampioenschap 1956/59 № 343 «onderlinge duels» 14:00 uur (UTC+2) | Finland            | 1 – 3 | Zweden                                                 | Olympisch Stadion, Helsinki Toeschouwers: 15.465 Scheidsrechter: Helge Andersen (DEN) |
| 10 juni Noords Kampioenschap 1956/59 № 343 «onderlinge duels» 14:00 uur (UTC+2) | Olavi Lahtinen 20' |       | 26' Jan Ekström 35' Gösta Löfgren 44' Nils Åke Sandell | Olympisch Stadion, Helsinki Toeschouwers: 15.465 Scheidsrechter: Helge Andersen (DEN) |

|                                                                      |          |                                       |        |                                                                                       |
| 17 juni Vriendschappelijk № 344 «onderlinge duels» 17:30 uur (UTC+2) | Roemenië | 0 – 2                                 | Zweden | 23 augustusstadion, Boekarest Toeschouwers: 80.000 Scheidsrechter: Károly Balla (HUN) |
| 17 juni Vriendschappelijk № 344 «onderlinge duels» 17:30 uur (UTC+2) |          | 30' Henry Thillberg 55' Åke Johansson |        | 23 augustusstadion, Boekarest Toeschouwers: 80.000 Scheidsrechter: Károly Balla (HUN) |

|                                                                      |                                       |       |                                         |                                                                                 |
| 30 juni Vriendschappelijk № 345 «onderlinge duels» 17:00 uur (UTC+1) | Zweden                                | 2 – 2 | West-Duitsland                          | Råsundastadion, Solna Toeschouwers: 30.700 Scheidsrechter: Klaas Schipper (NED) |
| 30 juni Vriendschappelijk № 345 «onderlinge duels» 17:00 uur (UTC+1) | Gösta Sandberg 7' Sylve Bengtsson 10' |       | 51' Willi Schröder 62' Ulrich Biesinger | Råsundastadion, Solna Toeschouwers: 30.700 Scheidsrechter: Klaas Schipper (NED) |

|                                                                                      |                                        |       |                    |                                                                              |
| 16 september Noords Kampioenschap 1956/59 № 346 «onderlinge duels» 13:15 uur (UTC+1) | Noorwegen                              | 3 – 1 | Zweden             | Ullevaalstadion, Oslo Toeschouwers: 32.952 Scheidsrechter: Väinö Niemi (FIN) |
| 16 september Noords Kampioenschap 1956/59 № 346 «onderlinge duels» 13:15 uur (UTC+1) | Finn Gundersen 15', 59' Harry Kure 55' |       | 71' Gösta Sandberg | Ullevaalstadion, Oslo Toeschouwers: 32.952 Scheidsrechter: Väinö Niemi (FIN) |

|                                                                                    |                   |       |                       |                                                                                  |
| 21 oktober Noords Kampioenschap 1956/59 № 347 «onderlinge duels» 13:30 uur (UTC+1) | Zweden            | 1 – 1 | Denemarken            | Råsundastadion, Solna Toeschouwers: 37.754 Scheidsrechter: Orjo Pättiniemi (FIN) |
| 21 oktober Noords Kampioenschap 1956/59 № 347 «onderlinge duels» 13:30 uur (UTC+1) | Gösta Löfgren 81' |       | 28' Jens Peder Hansen | Råsundastadion, Solna Toeschouwers: 37.754 Scheidsrechter: Orjo Pättiniemi (FIN) |

### 1957
|                                                                    |                   |       |        |                                                                                 |
| 5 mei Vriendschappelijk № 348 «onderlinge duels» 16:00 uur (UTC+1) | Oostenrijk        | 1 – 0 | Zweden | Prater-Stadion, Wenen Toeschouwers: 62.000 Scheidsrechter: Jaroslav Vlček (TCH) |
| 5 mei Vriendschappelijk № 348 «onderlinge duels» 16:00 uur (UTC+1) | Robert Dienst 21' |       |        | Prater-Stadion, Wenen Toeschouwers: 62.000 Scheidsrechter: Jaroslav Vlček (TCH) |

|                                                                     |        |       |           |                                                                                 |
| 6 juni Vriendschappelijk № 349 «onderlinge duels» 18:00 uur (UTC+1) | Zweden | 0 – 0 | Hongarije | Råsundastadion, Solna Toeschouwers: 33.190 Scheidsrechter: Klaas Schipper (NED) |
| 6 juni Vriendschappelijk № 349 «onderlinge duels» 18:00 uur (UTC+1) |        |       |           | Råsundastadion, Solna Toeschouwers: 33.190 Scheidsrechter: Klaas Schipper (NED) |

|                                                                                                 |           |       |        |                                                                                           |
| 18 juni Vriendschappelijk Toernooi 50-jarig jubileum Finse Voetbalbond № 350 «onderlinge duels» | Noorwegen | 0 – 0 | Zweden | Kupittaan jalkapallostadion, Turku Toeschouwers: 5.189 Scheidsrechter: Aage Poulsen (DEN) |
| 18 juni Vriendschappelijk Toernooi 50-jarig jubileum Finse Voetbalbond № 350 «onderlinge duels» |           |       |        | Kupittaan jalkapallostadion, Turku Toeschouwers: 5.189 Scheidsrechter: Aage Poulsen (DEN) |

| |                       |       |                                                                       |                                                                                     |
| 19 juni Vriendschappelijk Toernooi 50-jarig jubileum Finse Voetbalbond № 351 «onderlinge duels» 19:00 uur (UTC+2) | Finland               | 1 – 5 | Zweden                                                                | Olympisch Stadion, Helsinki Toeschouwers: 13.932 Scheidsrechter: Aage Poulsen (DEN) |
| 19 juni Vriendschappelijk Toernooi 50-jarig jubileum Finse Voetbalbond № 351 «onderlinge duels» 19:00 uur (UTC+2) | Stig-Göran Myntti 61' |       | 28', 109', 112' Henry Källgren 114' Gösta Sandberg 116' Gösta Löfgren | Olympisch Stadion, Helsinki Toeschouwers: 13.932 Scheidsrechter: Aage Poulsen (DEN) |

|                                                                                 |                       |       |                         |                                                                                              |
| 30 juni Noords Kampioenschap 1956/59 № 352 «onderlinge duels» 13:30 uur (UTC+1) | Denemarken            | 1 – 2 | Zweden                  | Københavns Idrætspark, Kopenhagen Toeschouwers: 51.600 Scheidsrechter: Gunnar Andersen (NOR) |
| 30 juni Noords Kampioenschap 1956/59 № 352 «onderlinge duels» 13:30 uur (UTC+1) | Jens Peder Hansen 17' |       | 40', 77' Henry Källgren | Københavns Idrætspark, Kopenhagen Toeschouwers: 51.600 Scheidsrechter: Gunnar Andersen (NOR) |

|                                                                                      |                                                                   |       |                    |                                                                                          |
| 22 september Noords Kampioenschap 1956/59 № 353 «onderlinge duels» 14:00 uur (UTC+1) | Zweden                                                            | 5 – 1 | Finland            | Råsundastadion, Solna Toeschouwers: 22.192 Scheidsrechter: Carl Frederik Jørgensen (DEN) |
| 22 september Noords Kampioenschap 1956/59 № 353 «onderlinge duels» 14:00 uur (UTC+1) | Gunnar Gren 18', 50', 77' Henry Källgren 62' Torbjörn Jonsson 73' |       | 72' Matti Sundelin | Råsundastadion, Solna Toeschouwers: 22.192 Scheidsrechter: Carl Frederik Jørgensen (DEN) |

|                                                                                    |                                                                           |       |                                              |                                                                               |
| 13 oktober Noords Kampioenschap 1956/59 № 354 «onderlinge duels» 13:30 uur (UTC+1) | Zweden                                                                    | 5 – 2 | Noorwegen                                    | Råsundastadion, Solna Toeschouwers: 29.840 Scheidsrechter: Albert Dusch (FRG) |
| 13 oktober Noords Kampioenschap 1956/59 № 354 «onderlinge duels» 13:30 uur (UTC+1) | Agne Simonsson 1', 56' Gösta Sandberg 48' Jan Ekström 62' Gunnar Gren 90' |       | 80' (pen.) Harald Hennum 83' Gunnar Thoresen | Råsundastadion, Solna Toeschouwers: 29.840 Scheidsrechter: Albert Dusch (FRG) |

|                                                                          |                 |       |        |                                                                                   |
| 20 november Vriendschappelijk № 355 «onderlinge duels» 14:30 uur (UTC+1) | West-Duitsland  | 1 – 0 | Zweden | Volksparkstadion, Hamburg Toeschouwers: 76.000 Scheidsrechter: István Zsolt (HUN) |
| 20 november Vriendschappelijk № 355 «onderlinge duels» 14:30 uur (UTC+1) | Aki Schmidt 17' |       |        | Volksparkstadion, Hamburg Toeschouwers: 76.000 Scheidsrechter: István Zsolt (HUN) |

### 1958
|                                                                    |                                           |       |                        |                                                                                   |
| 7 mei Vriendschappelijk № 356 «onderlinge duels» 18:15 uur (UTC+1) | Zweden                                    | 3 – 2 | Zwitserland            | Olympia, Helsingborg Toeschouwers: 20.257 Scheidsrechter: Lucien Van Nuffel (BEL) |
| 7 mei Vriendschappelijk № 356 «onderlinge duels» 18:15 uur (UTC+1) | Gösta Löfgren 15' Agne Simonsson 36', 47' |       | 8', 44' Anton Allemann | Olympia, Helsingborg Toeschouwers: 20.257 Scheidsrechter: Lucien Van Nuffel (BEL) |

| Wereldkampioenschap voetbal 1958 |
| -------------------------------- |

|                                                                |                                                  |       |        |                                                                                   |
| 8 juni 1958 Groep C № 357 «onderlinge duels» 14:00 uur (UTC+1) | Zweden                                           | 3 – 0 | Mexico | Råsundastadion, Solna Toeschouwers: 34.107 Scheidsrechter: Nikolay Latyshev (URS) |
| 8 juni 1958 Groep C № 357 «onderlinge duels» 14:00 uur (UTC+1) | Agne Simonsson 17', 64' Nils Liedholm 57' (pen.) |       |        | Råsundastadion, Solna Toeschouwers: 34.107 Scheidsrechter: Nikolay Latyshev (URS) |

|                                                                 |                      |       |                 |                                                                             |
| 12 juni 1958 Groep C № 358 «onderlinge duels» 19:00 uur (UTC+1) | Zweden               | 2 – 1 | Hongarije       | Råsundastadion, Solna Toeschouwers: 38.850 Scheidsrechter: Jack Mowat (SCO) |
| 12 juni 1958 Groep C № 358 «onderlinge duels» 19:00 uur (UTC+1) | Kurt Hamrin 34', 55' |       | 77' Lajos Tichy | Råsundastadion, Solna Toeschouwers: 38.850 Scheidsrechter: Jack Mowat (SCO) |

|                                                                 |        |       |       |                                                                                    |
| 15 juni 1958 Groep C № 359 «onderlinge duels» 14:00 uur (UTC+1) | Zweden | 0 – 0 | Wales | Råsundastadion, Solna Toeschouwers: 30.287 Scheidsrechter: Lucien Van Nuffel (BEL) |
| 15 juni 1958 Groep C № 359 «onderlinge duels» 14:00 uur (UTC+1) |        |       |       | Råsundastadion, Solna Toeschouwers: 30.287 Scheidsrechter: Lucien Van Nuffel (BEL) |

|                                                                     |                                    |       |             |                                                                            |
| 19 juni 1958 Kwartfinale № 360 «onderlinge duels» 19:00 uur (UTC+1) | Zweden                             | 2 – 0 | Sovjet-Unie | Råsundastadion, Solna Toeschouwers: 31.900 Scheidsrechter: Reg Leafe (ENG) |
| 19 juni 1958 Kwartfinale № 360 «onderlinge duels» 19:00 uur (UTC+1) | Kurt Hamrin 49' Agne Simonsson 88' |       |             | Råsundastadion, Solna Toeschouwers: 31.900 Scheidsrechter: Reg Leafe (ENG) |

|                                                                      |                                                      |       |                  |                                                                          |
| 24 juni 1958 Halve finale № 361 «onderlinge duels» 19:00 uur (UTC+1) | Zweden                                               | 3 – 1 | West-Duitsland   | Ullevi, Göteborg Toeschouwers: 49.471 Scheidsrechter: István Zsolt (HUN) |
| 24 juni 1958 Halve finale № 361 «onderlinge duels» 19:00 uur (UTC+1) | Lennart Skoglund 33' Gunnar Gren 80' Kurt Hamrin 87' |       | 24' Hans Schäfer | Ullevi, Göteborg Toeschouwers: 49.471 Scheidsrechter: István Zsolt (HUN) |

|                                                                |                                     |       |                                                             |                                                                                 |
| 29 juni 1958 Finale № 362 «onderlinge duels» 15:00 uur (UTC+1) | Zweden                              | 2 – 5 | Brazilië                                                    | Råsundastadion, Solna Toeschouwers: 49.737 Scheidsrechter: Maurice Guigue (FRA) |
| 29 juni 1958 Finale № 362 «onderlinge duels» 15:00 uur (UTC+1) | Nils Liedholm 4' Agne Simonsson 80' |       | 9', 32' Edvaldo Izidio Neto 55', 90' Pelé 68' Mário Zagallo | Råsundastadion, Solna Toeschouwers: 49.737 Scheidsrechter: Maurice Guigue (FRA) |

|  |  |  |  |  |  |  |  |  |

|                                                                                     |                      |       | |                                                                                              |
| 20 augustus Noords Kampioenschap 1956/59 № 363 «onderlinge duels» 18:15 uur (UTC+2) | Finland              | 1 – 7 | Zweden | Olympisch Stadion, Helsinki Toeschouwers: 13.395 Scheidsrechter: Harald Heltberg (Noorwegen) |
| 20 augustus Noords Kampioenschap 1956/59 № 363 «onderlinge duels» 18:15 uur (UTC+2) | Torbjörn Jonsson 69' |       | 13', 18' Reino Börjesson 39' Torbjörn Jonsson 50' Torbjörn Jonsson 52' Kauko Korpela 65' Henry Källgren 90' Agne Simonsson | Olympisch Stadion, Helsinki Toeschouwers: 13.395 Scheidsrechter: Harald Heltberg (Noorwegen) |

|                                                                                      |           |                                      |        |                                                                                          |
| 14 september Noords Kampioenschap 1956/59 № 364 «onderlinge duels» 13:15 uur (UTC+1) | Noorwegen | 0 – 2                                | Zweden | Ullevaalstadion, Oslo Toeschouwers: 32.791 Scheidsrechter: Carl Frederik Jørgensen (DEN) |
| 14 september Noords Kampioenschap 1956/59 № 364 «onderlinge duels» 13:15 uur (UTC+1) |           | 2' Rune Börjesson 56' Agne Simonsson |        | Ullevaalstadion, Oslo Toeschouwers: 32.791 Scheidsrechter: Carl Frederik Jørgensen (DEN) |

|                                                                                    |                                                                   |       |                                         |                                                                                  |
| 26 oktober Noords Kampioenschap 1956/59 № 365 «onderlinge duels» 13:30 uur (UTC+1) | Zweden                                                            | 4 – 4 | Denemarken                              | Råsundastadion, Solna Toeschouwers: 43.938 Scheidsrechter: Orjo Pättiniemi (FIN) |
| 26 oktober Noords Kampioenschap 1956/59 № 365 «onderlinge duels» 13:30 uur (UTC+1) | Bengt Berndtsson 9' Rune Börjesson 32' Gunnar Gren 40' (pen), 70' |       | 11', 87' Ole Madsen 36' Henning Enoksen | Råsundastadion, Solna Toeschouwers: 43.938 Scheidsrechter: Orjo Pättiniemi (FIN) |

### 1959
|                                                                     |                                           |       |          |                                                                      |
| 21 mei Vriendschappelijk № 366 «onderlinge duels» 19:00 uur (UTC+1) | Zweden                                    | 2 – 0 | Portugal | Ullevi, Göteborg Toeschouwers: 44.082 Scheidsrechter: Leo Horn (NED) |
| 21 mei Vriendschappelijk № 366 «onderlinge duels» 19:00 uur (UTC+1) | Agne Simonsson 45' (pen.) Owe Ohlsson 52' |       |          | Ullevi, Göteborg Toeschouwers: 44.082 Scheidsrechter: Leo Horn (NED) |

|                                                                                 |            |                                                                                      |        |                                                                                             |
| 21 juni Noords Kampioenschap 1956/59 № 367 «onderlinge duels» 13:30 uur (UTC+1) | Denemarken | 0 – 6                                                                                | Zweden | Københavns Idrætspark, Kopenhagen Toeschouwers: 53.000 Scheidsrechter: Albert Alsteen (BEL) |
| 21 juni Noords Kampioenschap 1956/59 № 367 «onderlinge duels» 13:30 uur (UTC+1) |            | 10', 44' Harry Bild 35' Agne Simonsson 40', 85' Bengt Berndtsson 42' Lennart Backman |        | Københavns Idrætspark, Kopenhagen Toeschouwers: 53.000 Scheidsrechter: Albert Alsteen (BEL) |

|                                                                      |                                        |       |                                          |                                                                                    |
| 28 juni Vriendschappelijk № 368 «onderlinge duels» 17:30 uur (UTC+1) | Hongarije                              | 3 – 2 | Zweden                                   | Népstadion, Boedapest Toeschouwers: 72.000 Scheidsrechter: Nikolay Khlopotin (URS) |
| 28 juni Vriendschappelijk № 368 «onderlinge duels» 17:30 uur (UTC+1) | Károly Sándor 3' János Göröcs 21', 53' |       | 61' Torbjörn Jonsson 78' Lennart Backman | Népstadion, Boedapest Toeschouwers: 72.000 Scheidsrechter: Nikolay Khlopotin (URS) |

|                                                                                    |                                                     |       |                     |                                                                                         |
| 2 augustus Noords Kampioenschap 1956/59 № 369 «onderlinge duels» 18:00 uur (UTC+1) | Zweden                                              | 3 – 1 | Finland             | Malmö Stadion, Malmö Toeschouwers: 19.555 Scheidsrechter: Carl Frederik Jørgensen (DEN) |
| 2 augustus Noords Kampioenschap 1956/59 № 369 «onderlinge duels» 18:00 uur (UTC+1) | Harry Bild 7' Rune Börjesson 23' Agne Simonsson 48' |       | 13' Unto Nevalainen | Malmö Stadion, Malmö Toeschouwers: 19.555 Scheidsrechter: Carl Frederik Jørgensen (DEN) |

|                                                                                    |                                                                                          |       |                                        |                                                                            |
| 18 oktober Noords Kampioenschap 1956/59 № 370 «onderlinge duels» 13:30 uur (UTC+1) | Zweden                                                                                   | 6 – 2 | Noorwegen                              | Ullevi, Göteborg Toeschouwers: 49.673 Scheidsrechter: Aatos Marttila (FIN) |
| 18 oktober Noords Kampioenschap 1956/59 № 370 «onderlinge duels» 13:30 uur (UTC+1) | Agne Simonsson 14' Bengt Berndtsson 21' Rune Börjesson 26', 48', 75' Henry Thillberg 61' |       | 67' Rolf Bjørn Backe 77' Harald Hennum | Ullevi, Göteborg Toeschouwers: 49.673 Scheidsrechter: Aatos Marttila (FIN) |

|                                                                       |                                     |       |                                               |                                                                                   |
| 28 oktober Vriendschappelijk № 371 «onderlinge duels» 14:30 uur (UTC) | Engeland                            | 2 – 3 | Zweden                                        | Wembley Stadium, Londen Toeschouwers: 72.000 Scheidsrechter: Bobby Davidson (SCO) |
| 28 oktober Vriendschappelijk № 371 «onderlinge duels» 14:30 uur (UTC) | John Connelly 8' Bobby Charlton 81' |       | 52', 57' Agne Simonsson 75' Bengt Salomonsson | Wembley Stadium, Londen Toeschouwers: 72.000 Scheidsrechter: Bobby Davidson (SCO) |

|                                                                       |                                         |       |                                        |                                                                                  |
| 1 november Vriendschappelijk № 372 «onderlinge duels» 15:00 uur (UTC) | Ierland                                 | 3 – 2 | Zweden                                 | Dalymount Park, Dublin Toeschouwers: 40.250 Scheidsrechter: Arthur Holland (ENG) |
| 1 november Vriendschappelijk № 372 «onderlinge duels» 15:00 uur (UTC) | Johnny Giles 16' Dermot Curtis 24', 53' |       | 7' Rune Börjesson 13' Bengt Berndtsson | Dalymount Park, Dublin Toeschouwers: 40.250 Scheidsrechter: Arthur Holland (ENG) |

UEFA: Albanië · België · Bulgarije · Denemarken · West-Duitsland · Duitse Democratische Republiek · Engeland · Finland · Frankrijk · Griekenland · Hongarije · Ierland · IJsland · Italië · Joegoslavië · Kroatië · Luxemburg · Malta · Nederland · Noord-Ierland · Noorwegen · Oostenrijk · Polen · Portugal · Roemenië · Saarland · Schotland · Sovjet-Unie · Spanje · Tsjecho-Slowakije · Turkije · Wales · Zweden · Zwitserland

AFC: Israël
SvFF · A-internationals · Selecties · Bondscoaches · Zweeds vrouwenelftal · Olympisch elftal · Zweden U21 · Zweden U20 · Zweden U19 · Zweden U18 · Zweden U17 · Zweden U16 · Vrouwen U17
1908 – 1919 ·
1920 – 1929 ·
1930 – 1939 ·
1940 – 1949 ·
1950 – 1959 ·
1960 – 1969 ·
1970 – 1979 ·
1980 – 1989 ·
1990 – 1999 ·
2000 – 2009 ·
2010 – 2019 ·
2020 − 2029
EK 1960 · 
EK 1964 · 
EK 1968 · 
EK 1972 · 
EK 1976 · 
EK 1980 · 
EK 1984 · 
EK 1988 · 
EK 1992 ·
EK 1996 · 
EK 2000 ·
EK 2004 ·
EK 2008 ·
EK 2012 · 
EK 2016 · 
EK 2020
WK 1930 · 
WK 1934 ·
WK 1938 ·
WK 1950 ·
WK 1954 · 
WK 1958 ·
WK 1962 · 
WK 1966 · 
WK 1970 ·
WK 1974 ·
WK 1978 ·
WK 1982 · 
WK 1986 · 
WK 1990 ·
WK 1994 ·
WK 1998 · 
WK 2002 ·
WK 2006 ·
WK 2010 · 
WK 2014 · 
WK 2018
OS 1908 · 
OS 1912 · 
OS 1920 · 
OS 1924 · 
OS 1928 · 
OS 1932 · 
OS 1936 · 
OS 1948 · 
OS 1952 · 
OS 1956 · 
OS 1964 · 
OS 1968 · 
OS 1972 · 
OS 1976 · 
OS 1980 · 
OS 1984 · 
OS 1988 · 
OS 1992 · 
OS 1996 · 
OS 2000 · 
OS 2004 · 
OS 2008 · 
OS 2012 · 
OS 2016
1908 · 
1909 · 
1910 · 
1911 · 
1912 · 
1913 · 
1914 · 
1915 · 
1916 · 
1917 · 
1918 · 
1919 · 
1920 · 
1921 · 
1922 · 
1923 · 
1924 · 
1925 · 
1926 · 
1927 · 
1928 · 
1929 · 
1930 · 
1931 · 
1932 · 
1933 · 
1934 · 
1935 · 
1936 · 
1937 · 
1938 · 
1939 · 
1940 ·
1941 ·
1942 ·
1943 ·
1944  ·
1945 · 
1946 · 
1947 · 
1948 · 
1949 · 
1950 · 
1952 · 
1952 · 
1953 · 
1954 · 
1955 · 
1956 · 
1957 · 
1958 · 
1959 ·
1960 · 
1961 · 
1962 · 
1963 · 
1964 · 
1965 · 
1966 · 
1967 · 
1968 · 
1969 ·
1970 · 
1971 · 
1972 · 
1973 · 
1974 · 
1975 · 
1976 · 
1977 · 
1978 · 
1979 ·
1980 · 
1981 · 
1982 · 
1983 · 
1984 · 
1985 · 
1986 · 
1987 · 
1988 · 
1989 · 
1990 · 
1991 · 
1992 · 
1993 · 
1994 · 
1995 · 
1996 · 
1997 · 
1998 · 
1999 · 
2000 · 
2001 · 
2002 · 
2003 · 
2004 · 
2005 · 
2006 · 
2007 · 
2008 · 
2009 · 
2010 · 
2011 · 
2012 · 
2013 · 
2014 · 
2015 · 
2016 · 
2017 · 
2018 ·
2019 ·
2020 ·
2021
Albanië ·
Algerije ·
Argentinië ·
Armenië ·
Australië ·
Azerbeidzjan ·
Bahrein ·
Barbados ·
België ·
Bosnië en Herzegovina ·
Botswana ·
Brazilië ·
Bulgarije ·
Chili ·
China ·
Colombia ·
Costa Rica ·
Cuba ·
Cyprus ·
DDR ·
Denemarken ·
Duitsland ·
Ecuador ·
Egypte ·
Engeland ·
Estland ·
Faeröer ·
Finland ·
Frankrijk ·
Georgië ·
Griekenland ·
Hongarije ·
Ierland ·
IJsland ·
Iran ·
Israël ·
Italië ·
Ivoorkust ·
Jamaica ·
Japan ·
Joegoslavië ·
Jordanië ·
Kameroen ·
Kazachstan ·
Kosovo ·
Kroatië ·
Letland ·
Liechtenstein ·
Litouwen ·
Luxemburg ·
Maleisië ·
Malta ·
Mexico ·
Moldavië ·
Montenegro ·
Nederland ·
Nieuw-Zeeland ·
Nigeria ·
Noord-Ierland ·
Noord-Korea ·
Noord-Macedonië ·
Noorwegen ·
Oekraïne ·
Oezbekistan ·
Oman ·
Oostenrijk ·
Paraguay ·
Peru ·
Polen ·
Portugal ·
Qatar ·
Roemenië ·
Rusland ·
San Marino ·
Saoedi-Arabië ·
Schotland ·
Senegal ·
Servië ·
Singapore ·
Slovenië ·
Slowakije ·
Sovjet-Unie ·
Spanje ·
Syrië ·
Thailand ·
Trinidad en Tobago ·
Tsjechië ·
Tsjecho-Slowakije ·
Tunesië ·
Turkije ·
Uruguay ·
Venezuela ·
Verenigde Arabische Emiraten ·
Verenigde Staten ·
Verenigd Koninkrijk ·
Wales ·
Wit-Rusland ·
Zuid-Afrika ·
Zuid-Korea ·
Zwitserland
Brazilië (1958) ·
Duitsland (2006) ·
Duitsland (2018) ·
Engeland (2006) ·
Engeland (2012) ·
Engeland (2018) ·
Frankrijk (2012) ·
Griekenland (2008) ·
Ierland (2016) ·
Italië (2016) ·
Mexico (2018) ·
Oekraïne (2012) ·
Oekraïne (2021) ·
Paraguay (2006) ·
Polen (2021) ·
Rusland (2008) ·
Slowakije (2021) ·
Spanje (2008) ·
Spanje (2021) ·
Trinidad en Tobago (2006) ·
Zuid-Korea (2018) ·
Zwitserland (2018)